# Palacio de las Dueñas
Le palacio de las Dueñas est un palais situé dans la ville andalouse de Séville, en Espagne. Il appartient à la Maison d'Albe et fut construit entre le XVe et le XVIe siècle. Composé de plusieurs édifices séparés par des patios et des jardins, son architecture allie les styles gothico-mudéjar et Renaissance. Le palais fut déclaré Bien d'intérêt culturel en 1931 et son mobilier en 2010,.

## Histoire

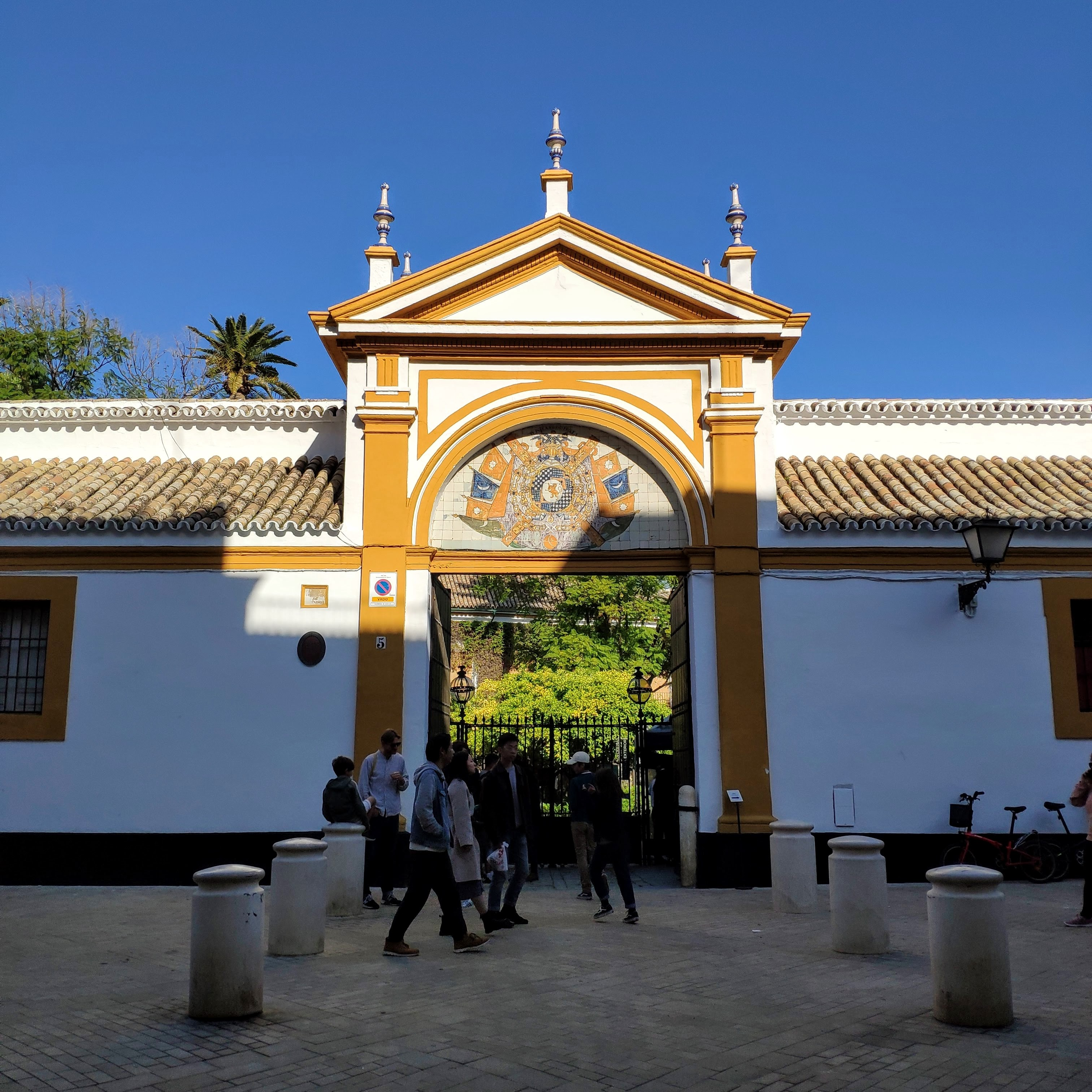
Entrée.

Les premiers édifices de ce qui deviendrait par la suite le palais de las Dueñas furent construits dans un style mudéjar par Juan de Pineda, greffier-chef du conseil municipal de la ville, dans la collación de San Juan,, puis agrandis par son fils Pedro de Pineda, qui les vendit en 1496 à Catalina de Ribera,. Le style actuel du palais, mêlant les architectures mudéjare et Renaissance, doit d'ailleurs beaucoup aux transformations et aux nouvelles constructions qu'elle a ordonnées jusqu'à sa mort en 1505, transformations poursuivies par son fils Fernando Enríquez de Ribera et par son petit-fils Per Afán de Ribera y Portocarrero.
Il devint par la suite la propriété de la maison d'Albe à la suite du mariage d'Antonia Enríquez de Ribera Portocarrero, 4e marquise de Villanueva del Río, descendante de Catalina de Ribera, avec Fernando Álvarez de Toledo y Mendoza, 6e duc d'Albe,.
Il doit son nom au monastère cistercien de Santa María de las Dueñas (Sainte Marie des Propriétaires), connu en 1248 comme la Compañía de Dueñas (Compagnie de Propriétaires), dont les religieuses se chargeaient des services religieux pour les reines et les épouses des rois de Castille Ferdinand III et Alphonse X. Ce monastère, situé en dehors de la muraille romaine de la ville, mais à l'intérieur de la muraille érigée entre 1125 et 1134 sous le règne du sultan almoravide Ali Ben Youssef, fut détruit lors de la Révolution de 1868.
Dès le XVIIIe siècle, plusieurs parcelles du palais furent cédées, par exemple au Colegio del Espíritu Santo, fondé par le cardinal Solís. Des terrains adjacents furent également annexés, comme celui de l'extrémité orientale de la rue Dueñas au XXe siècle. Le palais fut restauré aux XVIIIe et XIXe siècles. La destruction du carrelage Renaissance du patio et son aménagement en jardin datent du début du XXe siècle. Les dernières modifications notables du palais furent, au XXe siècle, l'ouverture d'une petite place sur la rue Castellar et la construction de l'ensemble résidentiel Las Dueñas, donnant sur la place San Quintín.
Le poète Antonio Machado y naquit en 1875 et y vécut ses premières années, comme le rappelle une plaque posée sur la façade en 1985 par l'ayuntamiento. Cayetana Fitz-James Stuart, 18e duchesse d'Albe, en fit sa résidence sévillane, y célébra en 2011 son troisième mariage et y mourut le 20 novembre 2014.

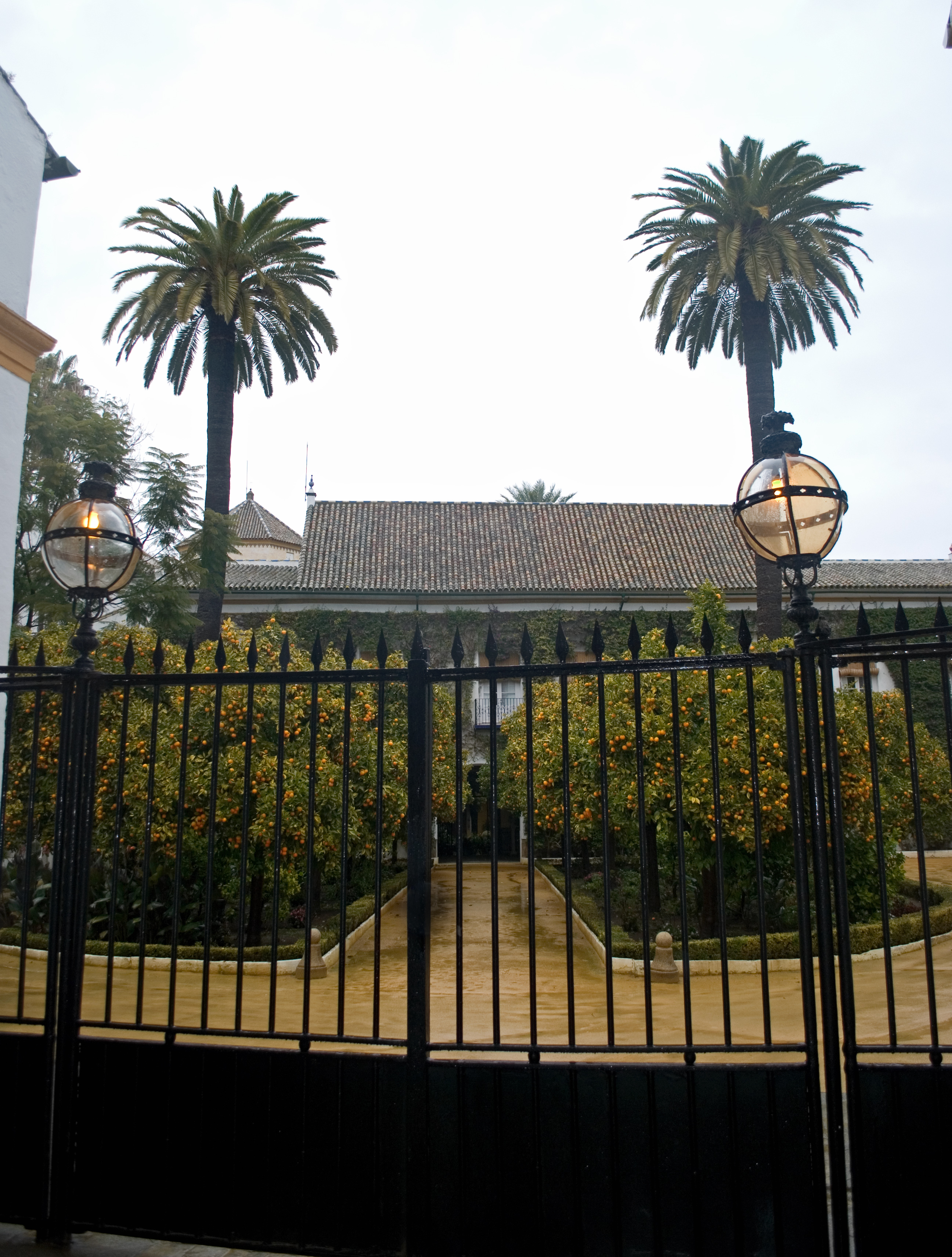
Les jardins du palais.

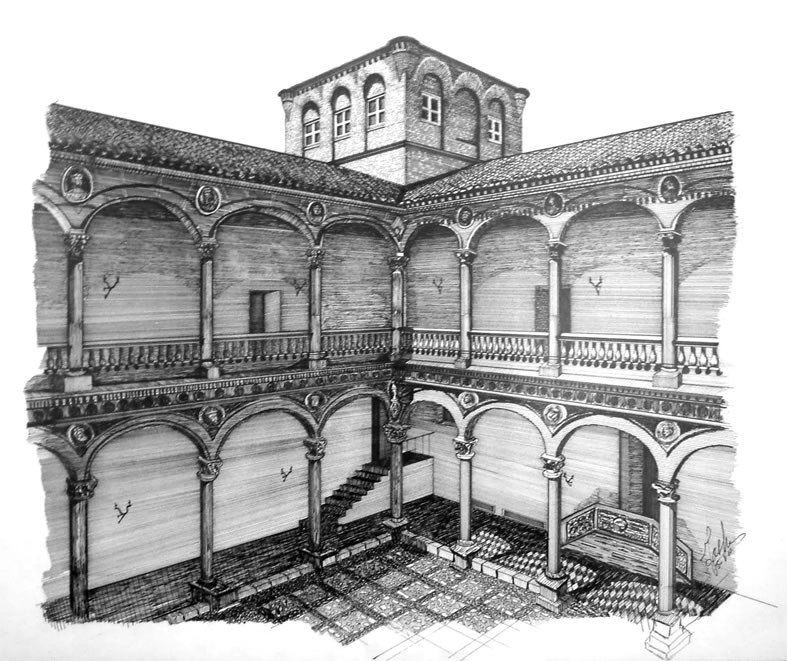
Détail du cloître du palais.

## Description
Le palais est situé dans le quartier de Feria et est entouré par les rues Doña María Coronel, Dueñas, Espíritu Santo et Castellar, la ruelle Enrique el Cojo et la place San Quintín ; son adresse est rue Dueñas no 5, où se situe son entrée principale.
Le palais est composé d'un ensemble d'édifices et de patios. Il fait partie des palais sévillans (comme la Casa de los Pinelo et la Casa de Pilatos), pour la construction desquels furent expérimentées les transformations esthétiques de l'architecture de la Renaissance, sans renoncer pourtant aux architectures gothico-mudéjar et plateresque typiques de la région.

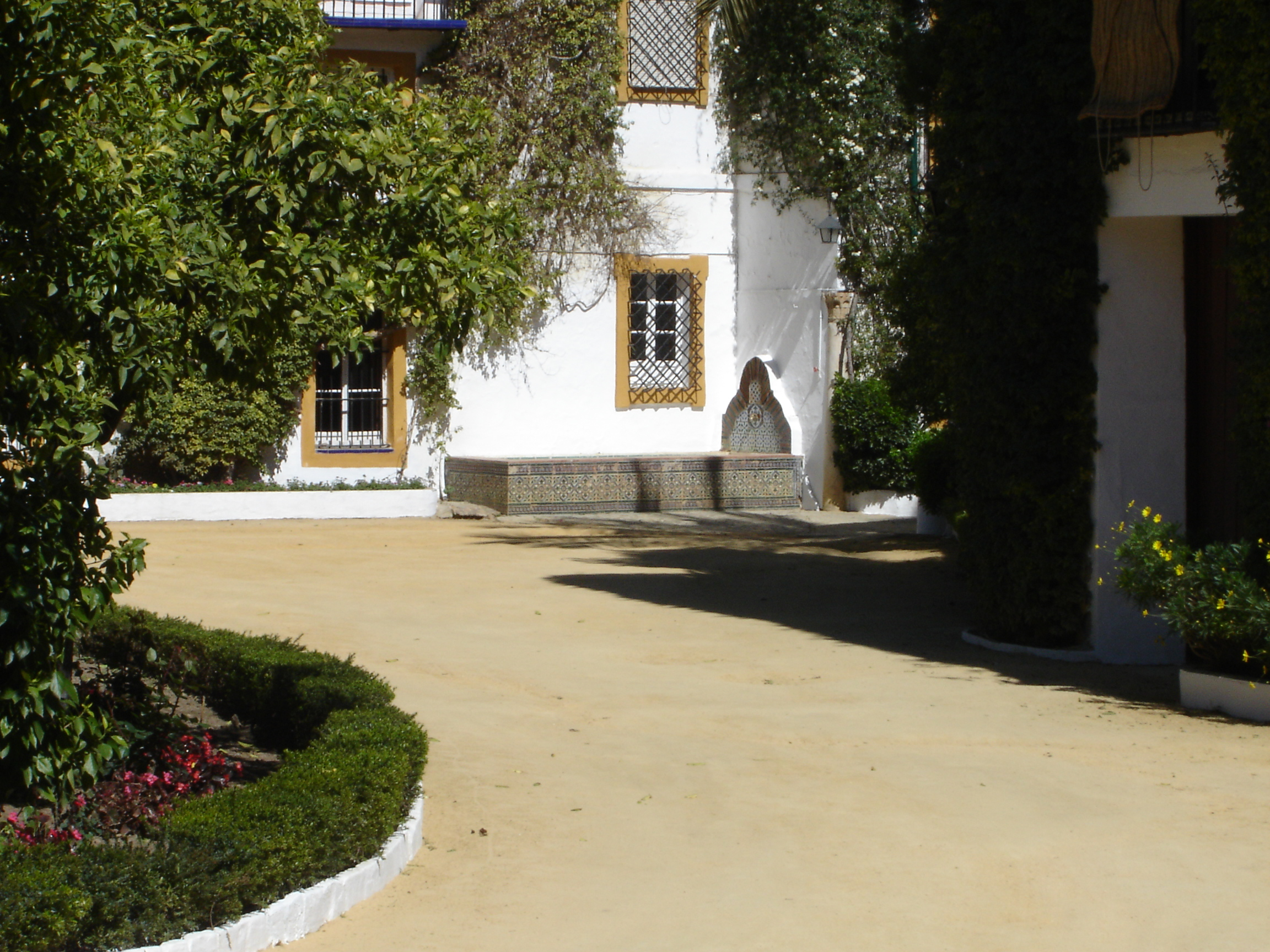
Détail du patio.

L'arche principale de l'entrée du palais est ornée de l'écu du duché d'Albe en azulejos de Triana du XVIIe ou du XVIIIe siècle. Le jardin situé derrière l'entrée, ancien manège, planté d'orangers et de palmiers, mène à un patio rectangulaire à portique. Le portique qui entoure les quatre côtés du patio est formé de deux étages d'arches. Celui du rez-de-chaussée est composé de colonnes de marbre blanc et de pilastres aux décorations et aux frises plateresques. Les arches du premier étage sont de style gothique. Le portique ouest donne accès à la chapelle du palais, également de style plateresque, mais dont le portail est de style gothique. Son Maître-autel est décoré d'azulejos aux reflets métalliques typiques de la céramique sévillane du XVIe siècle,.
Le bâtiment principal, la salle à manger d'été et d'autres édifices entourent les autres côtés du patio. On accède à l'étage du bâtiment principal par un grand escalier formé de deux volées de marches, couvert d'un plafond à caissons de style mudéjar. L'escalier mène aux grandes pièces du palais, dont une salle de réception, le salon d'honneur et la salle à manger d'hiver. Une salle de bain du premier étage possède un alfarje (es) (plafond en bois taillé et entrelacé artistiquement) doré, de forme octogonale, soutenu par un arrocabe, un ensemble de boiserie assemblant les murs entre eux et soutenant le plafond,.

### Collection d'art, de meubles et de pièces archéologiques
Le palacio de las Dueñas se distingue par son importante collection d'œuvres d'art, de mobilier ancien et d'antiquités dont le nombre s'élève, selon un inventaire de la Junte d'Andalousie, à 1 425 pièces. On y trouve entre autres une grande collection des écoles espagnole et italienne datant des XIXe et XXe siècles : œuvres de Carmen Laffón, bustes en bronze de Mariano Benlliure et toiles de Federico de Madrazo, de Joaquín Sorolla y Bastida, d'Ignacio Zuloaga, de Gonzalo Bilbao Martínez, d'Antonio María Esquivel, d'Hermen Anglada Camarasa et de Julio Romero de Torres. Le palais abrite également quelques pièces antérieures, dont certaines de Jacopo Bassano, Sofonisba Anguissola, Annibale Carracci, Francesco Furini, Luca Giordano, Giovanni Paolo Panini, José de Ribera, Francisco Antolínez et Joaquín Inza et une vierge de Neri di Bicci insérée dans l'autel de la chapelle. Une aquarelle de Jackie Kennedy, réalisée durant son séjour à Séville en 1967, complète la collection. Malgré tout, les pièces maîtresses de la pinacothèque de la Maison d'Albe se trouvent à Madrid, au palais de Liria.
Le palais possède de plus des trésors archéologiques, découverts pour la plupart sur son terrain : des pièces romaines, des objets médiévaux comme un lion ibérique, un fragment d'une margelle d'un puits mudéjar estampillé, des lanternes almohades ; on y trouve également des tapisseries de Flandre du XVIe siècle. Eugénie de Montijo, lors de son passage au palais, y laissa en outre une partie de son équipement d'équitation, dont ses capes et ses sacoches de cuir repoussé, typiques de Grenade,.
Le mobilier compte des meubles espagnols des XVIIe et XVIIIe siècles, des meubles baroques provenant de divers pays européens, surtout de France, des horloges des XVIIIe au XXe siècle, de la porcelaine, des rideaux et des tapis.

## Bien d'intérêt culturel
Le palais fut déclaré Bien d'intérêt culturel le 4 juin 1931. Puis 1 425 pièces de mobilier et d'art furent à leur tour inscrites le 20 avril 2010, ce qui interdit à la Maison d'Albe de les sortir du palais ou de les vendre sans l'accord préalable de la Junte d'Andalousie. Bien que les Biens d'intérêt culturel espagnols doivent officiellement être ouverts au public quatre jours par mois au minimum, le palais resta privé, Cayetana Fitz-James Stuart, 18e duchesse d'Albe, l'ayant choisi comme résidence principale. Après sa mort, depuis Mars 2016, le palais a été ouvert aux visites publiques (rez de chaussée et jardins).